# Pontus Kåmark
Pontus Sven Kåmark (Västerås, 5 de abril de 1969) é um ex-futebolista sueco, que atuava como zagueiro ou lateral-direito. Atualmente é comentarista de televisão.

## Carreira
Depois de ter jogado nas categorias de base do IK Franke e do Västerås SK entre 1975 e 1984, Kåmark estreou profissionalmente por este último, em 1985. Ele também jogou por IFK Göteborg e AIK em seu país natal, além do inglês Leicester City (65 partidas), tendo vencido a Copa da Liga Inglesa de 1996–97. Voltou ao IFK em 2002, quando pendurou as chuteiras aos 33 anos de idade e com 6 títulos com a camisa do clube (5 Campeonatos Suecos e uma Copa nacional, em 1991).

## Seleção Sueca
Kåmark estreou pela Seleção Sueca em fevereiro de 1990, contra os Emirados Árabes, mas não foi convocado para a Copa do Mundo disputada na Itália.
Preterido também para a Eurocopa de 1992 (disputada na Suécia), foi para a Copa de 1994, e disputou quatro partidas no torneio.
Uma lesão impediu a presença do zagueiro na Eurocopa de 2000. Seu último jogo foi contra a Grécia, em fevereiro de 2002, ano em que perdeu a chance de jogar a Copa do Mundo também por estar lesionado. Em 12 anos de Seleção Sueca, atuou em 57 partidas.

## Títulos
IFK Göteborg
- Campeonato Sueco: 1990, 1991, 1993, 1994, 1995
- Copa da Suécia: 1991

Leicester City
- Copa da Liga Inglesa: 1996–97